# Loughbrickland
Loughbrickland är en ort i Storbritannien.   Den ligger i riksdelen Nordirland, i den västra delen av landet, 500 km nordväst om huvudstaden London. Loughbrickland ligger 93 meter över havet och antalet invånare är 681.
Terrängen runt Loughbrickland är platt. Runt Loughbrickland är det ganska tätbefolkat, med 52 invånare per kvadratkilometer. Närmaste större samhälle är Craigavon, 15,5 km norr om Loughbrickland. Trakten runt Loughbrickland består i huvudsak av gräsmarker.